# 斯梅洛姆塔
斯梅洛姆塔（Smailholm Tower）是英国苏格兰边界凯尔索以西约5公里处小村斯梅洛姆的一座小塔楼。它位于女士山（Lady Hill）的峭壁之上，可以俯瞰周围的乡村。它是一座在册古迹。2007年6月，它被VisitScotland授予最高“五星级”评价，苏格兰仅有九个景点获得此评价。

## 历史

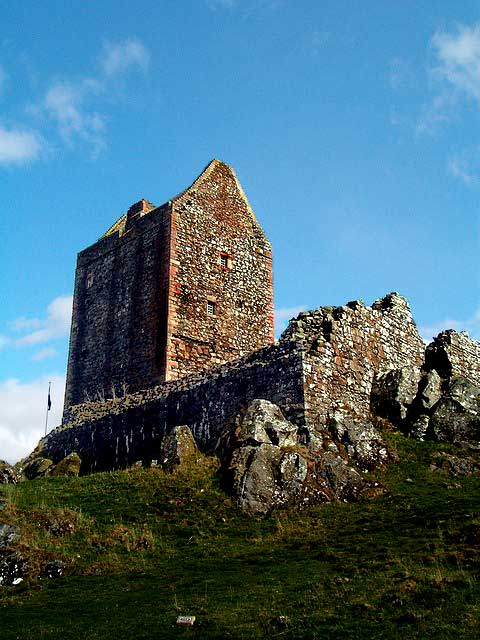
斯梅洛姆塔和围墙

斯梅洛姆塔最初由苏格兰边境的普林格尔家族（Clan Pringle）于15世纪或16世纪初建造。苏格兰有很多类似的小塔楼，目的是保护当地居民免受英格兰人的袭击。17世纪，它被沃尔特·司各特的祖先哈登的司各特（Scotts of Harden）买下。1950年，其最后一位所有者埃尔斯米尔伯爵将它捐给国家。